# معدي كرب (اسم)
معدي كرب اسم عربي مذكر قديم، معناه الشخص الذي تعدّاهُ وتجاوزه الكرْب أو الفساد، وزن اسم معدي هو اسم مفعول، وهو اسم منقوص، وذُكرَ أن أصلَه معدَى، مفتوح الدال، أو على وزن مَفْعِل، اسم معدي كرب ممزوج من جزأين، الأول معدي والآخر كرب، أُعرب الاسم إعرابَ الأسماء المركبة، ممنوعاً من الصرف، مثل حضرموت، وأُعربَ أيضاً إعراب المضاف والمضاف إليه، مثل عبد الله. النسبة إلى اسم معدي كرب، هي معديّ، وذُكر أيضاً أن النسبة معدويّ.